# HOXA7
HOXA7‏ (Homeobox A7) هوَ بروتين يُشَفر بواسطة جين HOXA7 في الإنسان.